# Polje

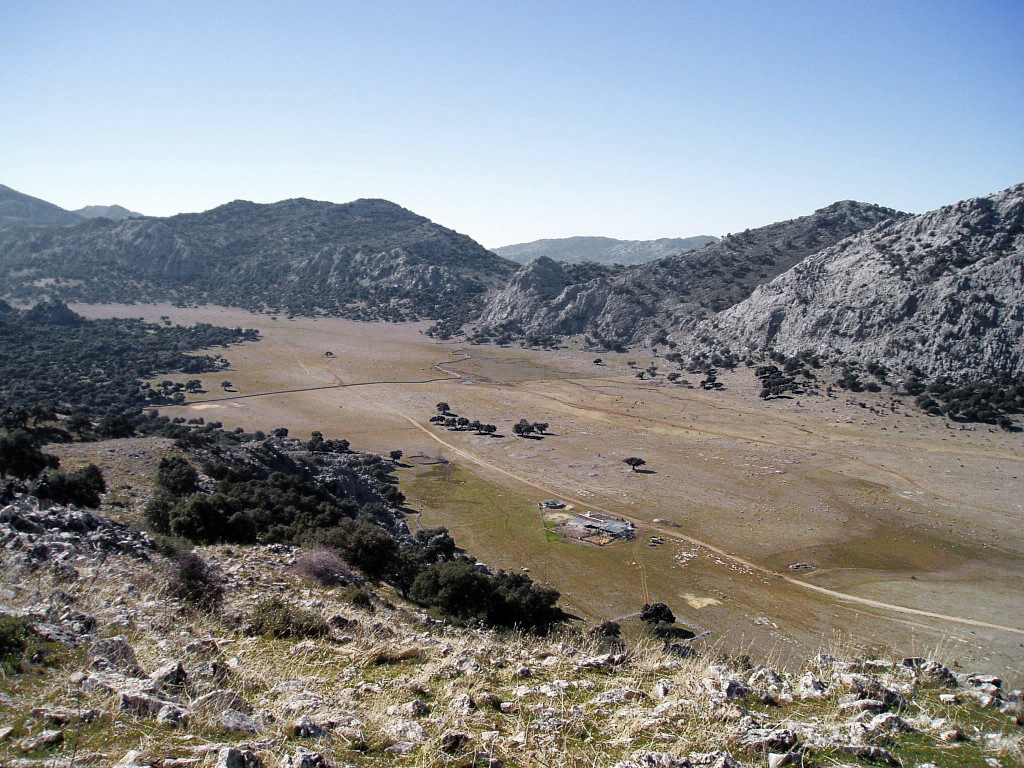

Een polje is een gebied met een vlakke bodem met steile randen en ontstaan door karst. Het woord polje is afkomstig uit het Sloveens en Kroatisch waar het 'veld' betekent. In het Nederlands, maar ook in het Engels en andere talen, wordt het gebruikt als geografische term. 
Poljes kunnen honderden vierkante kilometers beslaan. Rivierwater verdwijnt in een vaak breed dal in ponoren (verdwijngaten). Daar kan het dus zijn dat een rivier (gedeeltelijk) onder de grond verdwijnt. Onder de grond zit vaak een ondoorlatende laag. Daardoor kunnen meertjes gevormd worden. 
Poljes ontstaan doordat het grondwater de aanwezige kalksteen oplost. Andere geologische omstandigheden zoals tektonische depressies zoals slenken zijn als randvoorwaarde noodzakelijk voor het ontstaan. 
Door de beweging van tektonische aardplaten kunnen er weleens scheuren komen in gesteenten. Zo kan er een grote breuk ontstaan in een landschap, wat een soort traptrede vormt. Het hoge gedeelte heet de horst, het lage gedeelte de slenk. Deze slenk kan het begin zijn van de vorming van een polje.